# Inmarsat
Inmarsat là một công ty viễn thông của Vương quốc Anh, cung cấp dịch vụ điện thoại và các dịch vụ dữ liệu cho người dùng trên toàn thế giới thông qua thiết bị đầu cuối cầm tay hoặc di động được kết nối với mười một vệ tinh địa tĩnh (geosynchronous telecommunications satellites). Mạng lưới của Inmarsat cung cấp dịch vụ cho một loạt các chính phủ, các cơ quan viện trợ, truyền thông và các doanh nghiệp có nhu cầu thông tin liên lạc ở các vùng biển, vùng xa hoặc nơi không có mạng mặt đất.